# Cheng Xiao
Cheng Xiao (chinês tradicional: 程潇, chinês simplificado: 程晓, pinyin: Chéng Xiāo; hangul: 성소; rr: Seong So; MR: Sŏng So; Shenzhen, 15 de julho de 1998), é uma cantora e dançarina chinesa. Realizou sua estreia no cenário musical em 2016 no grupo feminino sino-coreano Cosmic Girls.

## Biografia
Cheng nasceu em 15 de julho de 1998 em Shenzhen, Guangdong, na China. Ela tem uma irmã mais nova, chamada Cheng Chen. Cheng frequentou a Shenzhen Art School, e se formou na School of Performing Arts Seoul com especialização em dança prática.

## Carreira

### 2015–16: Início da carreira e Wonder Unit
Em 10 de dezembro de 2015, Cheng foi revelada como uma das integrantes do grupo Cosmic Girls e sua subunidade chinesa, Wonder Unit. Em 21 de dezembro, ela lançou uma versão cover de Natal de "All I Want For Christmas Is You", de Mariah Carey, com o Cosmic Girls, através do canal do YouTube do JuseTV. O grupo estreou oficialmente em 25 de fevereiro de 2016, com o lançamento do extended play Would You Like? e seus singles, "Mo Mo Mo" e "Catch Me".
Em agosto de 2016, Cheng, juntamente de suas parceiras de grupo Exy, Seola, Soobin, Eunseo, Yeoreum e Dayoung, juntaram-se ao seu colega de gravadora, Monsta X, para formar o grupo projeto "Y-Teen", que estará promovendo como modelos CF para serviços de tarifas telefônicas da KT Corporation. Em 14 de setembro, ela foi anunciada como vencedora do Pitch King, e no dia seguinte, ela ganhou uma medalha de ouro para o seguimento ginástica rítmica durante o Idol Star Athletics Championships XII. Cheng, ao lado de Eunha (GFriend), YooA (Oh My Girl), Kim Na-young (Gugudan) e Nancy (Momoland), formaram o grupo projeto "Sunny Girls", como parte do "Music Crush Project" do Inkigayo. O grupo lançou o single "Taxi" em 27 de novembro de 2016.
Em 30 de janeiro de 2017, Cheng participou do Idol Star Athletics Championships XIII, onde foi premiada com uma medalha de bronze durante o segmento de ginástica rítmica.

### 2017–presente: Carreira individual
Em 2017, Cheng juntou-se ao elenco do reality show da SBS, Law of The Jungle. Em 2018, ela tornou-se mentora de dança para o reality show chinês Idol Producer. No mesmo ano, realizou sua estreia como atriz através da série de televisão Legend of Awakening. Em novembro de 2018, Cheng lançou sua primeira canção solo, "If Love", uma trilha sonora para o jogo on-line Xuanyuan Sword, que estreou em #3 na QQ Music.

## Discografia

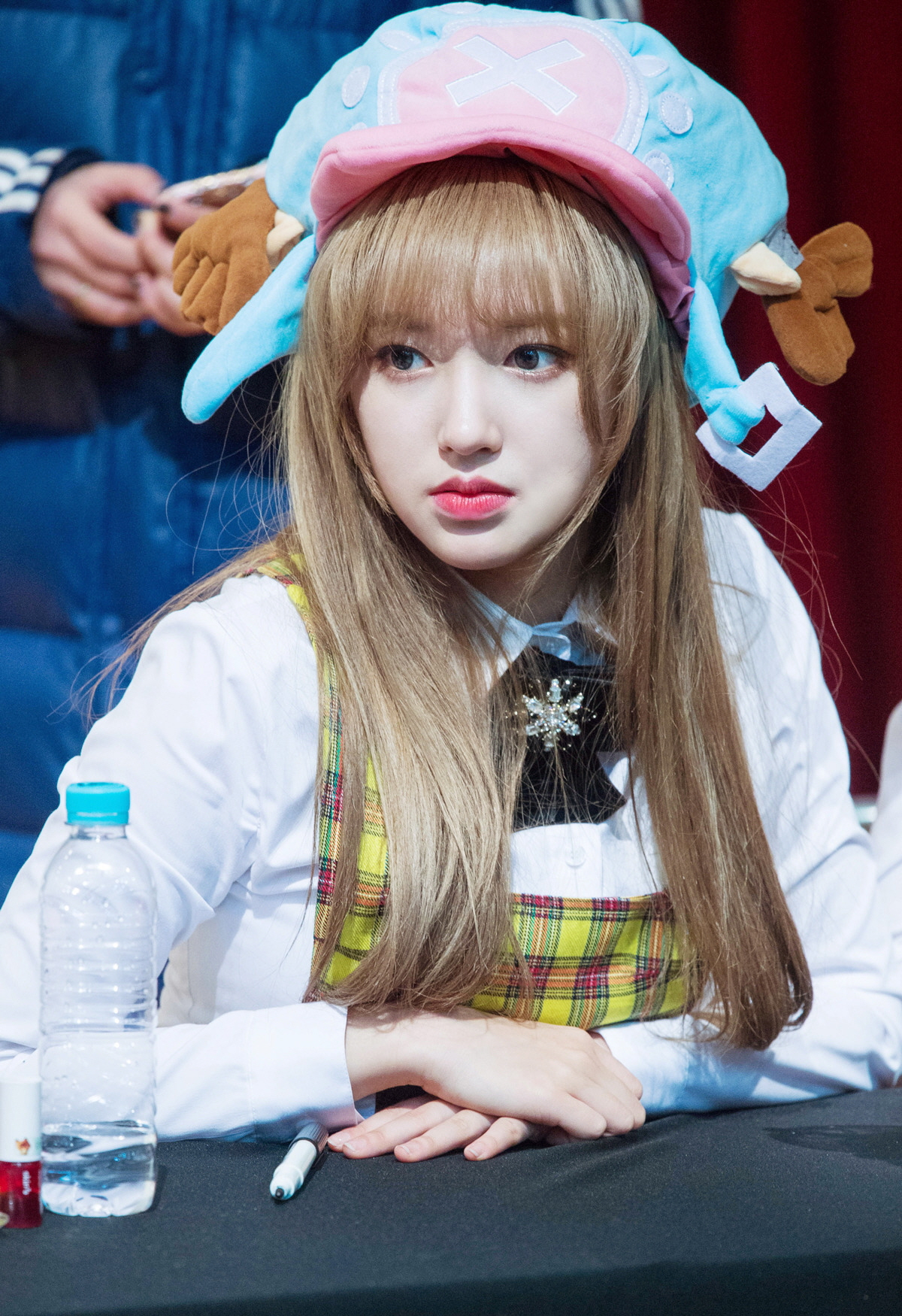
Cheng Xiao em uma sessão de autógrafos em janeiro de 2017

### Singles
| Título                                                          | Ano                    | Melhor posição nas paradas | Melhor posição nas paradas | Vendas                                              | Álbum                            |
| Título                                                          | Ano                    | CHN QQ Chart               | CHN Billboard V Chart      | Vendas                                              | Álbum                            |
| Como artista principal                                          | Como artista principal | Como artista principal     | Como artista principal     | Como artista principal                              | Como artista principal           |
| --------------------------------------------------------------- | ---------------------- | -------------------------- | -------------------------- | --------------------------------------------------- | -------------------------------- |
| "Focus-X" (聚焦-X)                                              | 2020                   | TBA                        | TBA                        | - CHN: 140,001                                      | Focus-X                          |
| Colaborações                                                    |                        |                            |                            |                                                     |                                  |
| "Taxi" (Sunny Girls (Eunha, YooA, Cheng Xiao, Nayoung e Nancy)) | 2016                   | —                          | —                          | —                                                   | Inkigayo Music Crush Part. 2     |
| "Confession Song" (告白情歌) (com Mei Qi & Xuanyi)              | 2017                   | —                          | —                          | —                                                   | Canção promocional de Once Again |
| "The Shadow of the Shark" (com Wang Yibo)                       | 2018                   | —                          | 9                          | —                                                   | Canção promocional de The Meg    |
| Aparições em trilhas sonoras                                    |                        |                            |                            |                                                     |                                  |
| "If Love" (若情)                                                | 2018                   | 3                          | —                          | —                                                   | Xuanyuan Sword OST               |
| "I Don't Believe You" (别轻易相信)                              | 2020                   | —                          | —                          | Detective Chinatown OST                             |                                  |
| "Soulmate" (第一默契)                                           | 2021                   | TBA                        | —                          | Falling Into Your Smile OST (Ver. dueto com Xu Kai) |                                  |

### Álbuns
| Título             | Detalhes | Vendas         |
| ------------------ | --- | -------------- |
| "Focus-X" (聚焦-X) | - Lançamento: 28 de dezembro de 2020 - Língua: Mandarim - Gravadora: Yuehua Entertainment Track listing 1. Focus-X (聚焦-X) | - CHN: 140,001 |

## Filmografia

### Filmes
| Ano  | Título em inglês      | Título em mandarim | Personagem  | Referência |
| ---- | --------------------- | ------------------ | ----------- | ---------- |
| 2020 | Detective Chinatown 3 | 唐人街探案3        | Lu Qingqing | [ 26 ]     |
| 2021 | The Umbrella Man      | 撑伞人             | Na Na       |            |

### Séries de televisão
| Ano  | Título em inglês        | Título em mandarim | Personagem  | Emissora       | Nota(s)         |        |
| ---- | ----------------------- | ------------------ | ----------- | -------------- | --------------- | ------ |
| 2020 | Detective Chinatown     | 唐人街探案         | Lu Jingjing | iQiyi          | Papel Principal | [ 27 ] |
| 2020 | Legend of Awakening     | 天醒之路           | Qin Sang    | Youku          | Papel Principal | [ 28 ] |
| 2021 | The World of Fantasy    | 灵域               | Ling Yushi  | iQiyi          | Papel Principal | [ 29 ] |
| 2021 | Falling Into Your Smile | 你微笑时很美       | Tong Yao    | Tencent, Youku | Papel Principal |        |
| 2021 | My Heart                | 卿卿我心           | Lu Qingqing | iQiyi          | Papel Principal |        |
| 2021 | Lie to love             | 良言写意           | Su Xie Yi   | Tencent        | Papel Principal |        |
| 2022 | Vacation of Love 2      | 假日暖洋洋2        | Cheng Miao  | Tencent, iQiyi | Papel Principal |        |
| TBA  | Back For You            | 漫影寻踪           | Chun Ying   | iQiyi          | Papel Principal |        |

### Programas de televisão
| Ano  | Título em inglês               | Título original              | Emissora      | Função           | Referência |
| ---- | ------------------------------ | ---------------------------- | ------------- | ---------------- | ---------- |
| 2017 | Law of The Jungle              | 정글의 법칙                  | SBS           | Elenco regular   | [ 18 ]     |
| 2017 | Swan Club                      | 추석특집 발레교습소 백조클럽 | KBS2          | Elenco regular   | [ 30 ]     |
| 2018 | Idol Producer                  | 偶像练习生                   | iQiyi         | Mentora de dança | [ 19 ]     |
| 2018 | Best Friends' Perfect Vacation | 闺蜜的完美旅行               | Tencent Video | Elenco regular   | [ 31 ]     |
| 2018 | Brave World                    | 勇敢的世界                   | Mango TV      | Elenco regular   | [ 32 ]     |
| 2018 | Pajama Friends                 | 파자마 프렌즈                | Lifetime      | Elenco regular   | [ 33 ]     |
| 2019 | One More Try                   | 极限青春                     | Tencent       | Elenco regular   | [ 34 ]     |
| 2019 | We Are In Love                 | 我们恋爱吧                   | Jiangsu TV    | Panelista        | [ 35 ]     |
| 2020 | Final Expert                   | 终极高手                     | Tencent       | Manager          |            |
| 2020 | We Are Young                   | 少年之名                     | Youku         | Mentora          | [ 36 ]     |
| 2022 | Great Dance Crew               | 了不起舞社                   | Youku         | Lider de time    |            |

## Prêmios e indicações
| Ano  | Prêmio                        | Categoria                      | Trabalho | Resultado | Referência |
| ---- | ----------------------------- | ------------------------------ | -------- | --------- | ---------- |
| 2017 | 17th Top Chinese Music Awards | New Force Idol                 | —        | Venceu    | [ 37 ]     |
| 2018 | 2018 Cosmo Beauty Ceremony    | Annual Youthful Beautiful Idol | —        | Venceu    | [ 38 ]     |
| 2019 | Sina Fashion Awards           | Popular Idol of the Year       | —        | Venceu    | [ 39 ]     |